# Jacques Rambert
Jacques III Rambert (né à Chambéry le 18 février 1669 mort à Chambéry le 16 septembre 1728) est un ecclésiastique savoyard qui est évêque d'Aoste de 1727 à 1728

## Biographie
Jacques Rambert nait à Chambéry où il est baptisé le 18 février 1669. Il est le fils de Nicolas Rambert un jurisconsulte issu d'une famille noble de Chambéry. Son frère Jean-Louis Rambert était colonel de Cavalerie.
Diacre le 16 mars il est ordonné prêtre le 19 mars 1698, il devient chanoine de la chapelle de Chambéry et il est nommé au siège d'Aoste par Victor Amédée II de Savoie le 11 juin 1727 après le Concordat signé entre la cour de Turin et le Saint-Siège. Sa nomination est confirmée par le pape Benoit XIII le 26 novembre 1727. Il est consacré dans la chapelle Saint Pie au Vatican le 30 novembre par le Pape lui-même assisté de Francesco Antonio Finy archevêque titulaire de Damas (de) et Nicolas Xavier Santamarie évêque de Cyrène. Il prend possession  de son évêché d'Aoste le 31 janvier 1728 mais il meurt le 16 septembre de la même année.